# 海子水库
海子水库，又称金海，是位于北京市平谷区金海湖地区（原韩庄乡）海子村东的水库，拦截泃河:181。是北京市的4座大型水库之一。

## 历史
海子水库1959年11月18日动工，1960年7月建成，当时库容1850万立方米:27，在1968、1974年又进行续扩建，1983年6月8日扩建完毕:182。总库容1.1407亿立方米，控制流域面积443平方公里。有主坝、南副坝、溢洪道、水电站及2座非常溢洪道。主坝最大坝高40.5 米，坝顶长413米。汛限水位108.5米。
库区内有金海公园，因地处大金山之南、海子村之北而得名:288，1990年5月起称金海湖:47。水库东部设有金海湖水上运动场，1990年亚洲运动会的赛艇、皮划艇项目在此举办:331。